# Jhonny Morte
Jhonny Morte Gadugdug (ur. 19 października 1990) – filipiński zapaśnik walczący w stylu wolnym. Zajął dziesiąte miejsce na mistrzostwach Azji w 2016. Srebrny medalista igrzysk Azji Południowo-Wschodniej w 2019 i 2021; brązowy w 2013. Złoty medalista mistrzostw Azji Południowo-Wschodniej w 2014 i brązowy w 2022 roku.